# 郭鳳西
郭鳳西是居住在比利時的華文女作家。

## 生平
郭鳳西1945年出生於陕西西安，父親郭岐是抗日將領，1949年随家人，迁居台湾，在一個溫馨開明的眷村家庭中長大。中國文化大學商學系畢業。1968年赴比利時。她丈夫黃志鵬，山東省寧陽縣人。少年時顛沛流離，十四歲入伍當兵，二十歲退役就學。做過法院書記官，法律系講師。1966年獲比利時魯汶大學獎金攻讀國際法，獲政研所碩士，任國際法中心研究員。1980年從商，創立黃氏汽車貿易公司。著有《汶南黃氏源流》、《求是文摘》、《落葉不歸根》。

## 寫作
郭鳳西勤於寫作，著有《旅比書簡》、《歐洲剪影》，与丈夫合作完成《牽手天下行》 。如今不時撰寫歐洲政情分析或文藝評述等雜文。郭鳳西的隨筆篇幅短小，用修辭的手法曲折地傳達自己的見解和情感，語言靈動。郭鳳西写的文章《钱姑妈白兰芝夫人》，1997年底在《中央日报》发表，获得《中央日报》最高的奖金，《钱姑妈白兰芝夫人》被学者研究。她曾任歐洲華文作家協會會長，曾获台湾《中央日报》创作奖、海外華文創作獎。

## 著作
- 《旅比書簡》
- 《歐洲剪影》
- 《牽手天下行》

## 獲獎
- 中央日报创作奖
- 海外華文創作獎